# Recknitz
Die Recknitz ist ein Fluss in Mecklenburg-Vorpommern und Namensgeber des Amtes Recknitz-Trebeltal.

## Verlauf

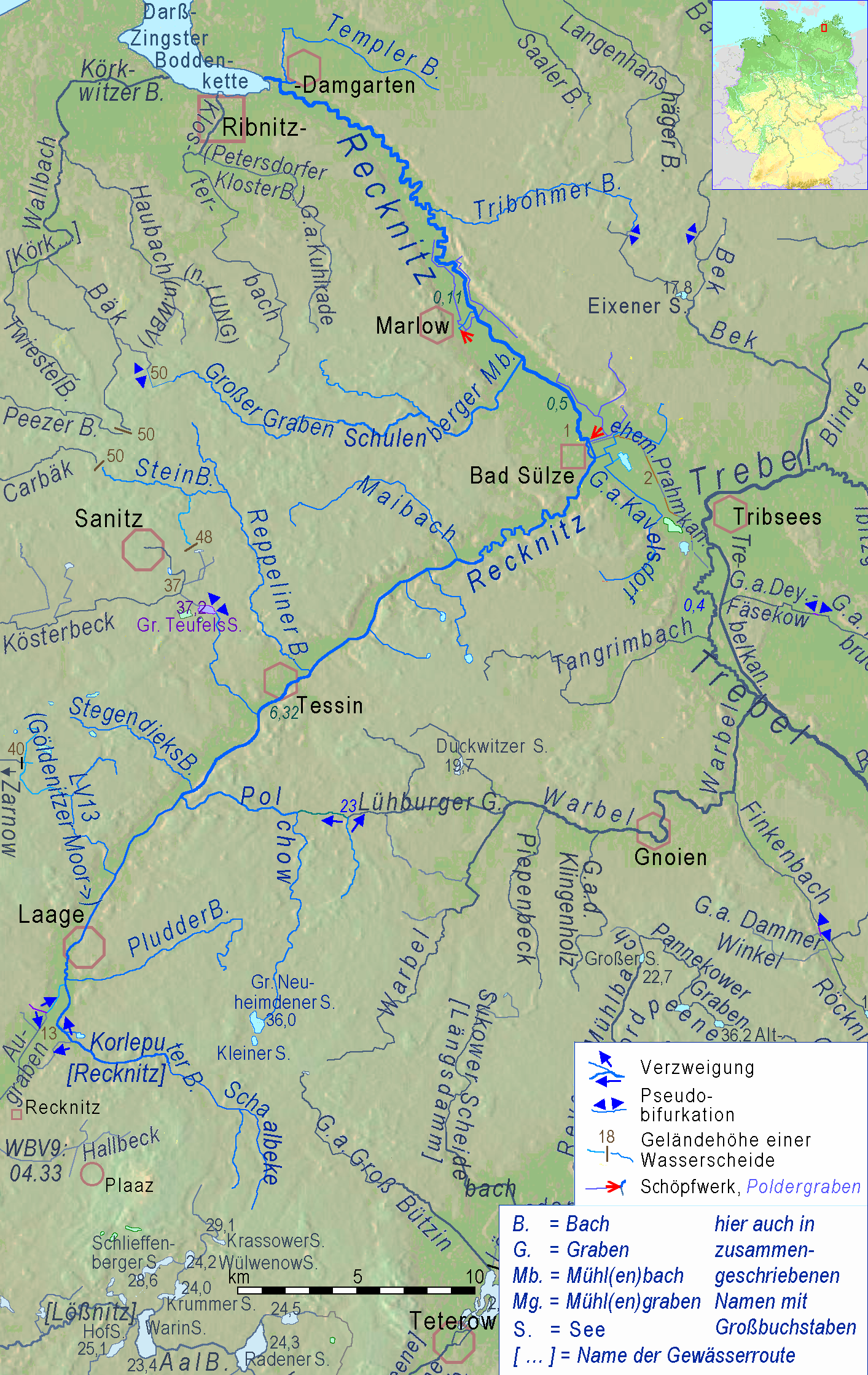
Die Recknitz und ihre Verbindungen zu Nachbargewässern

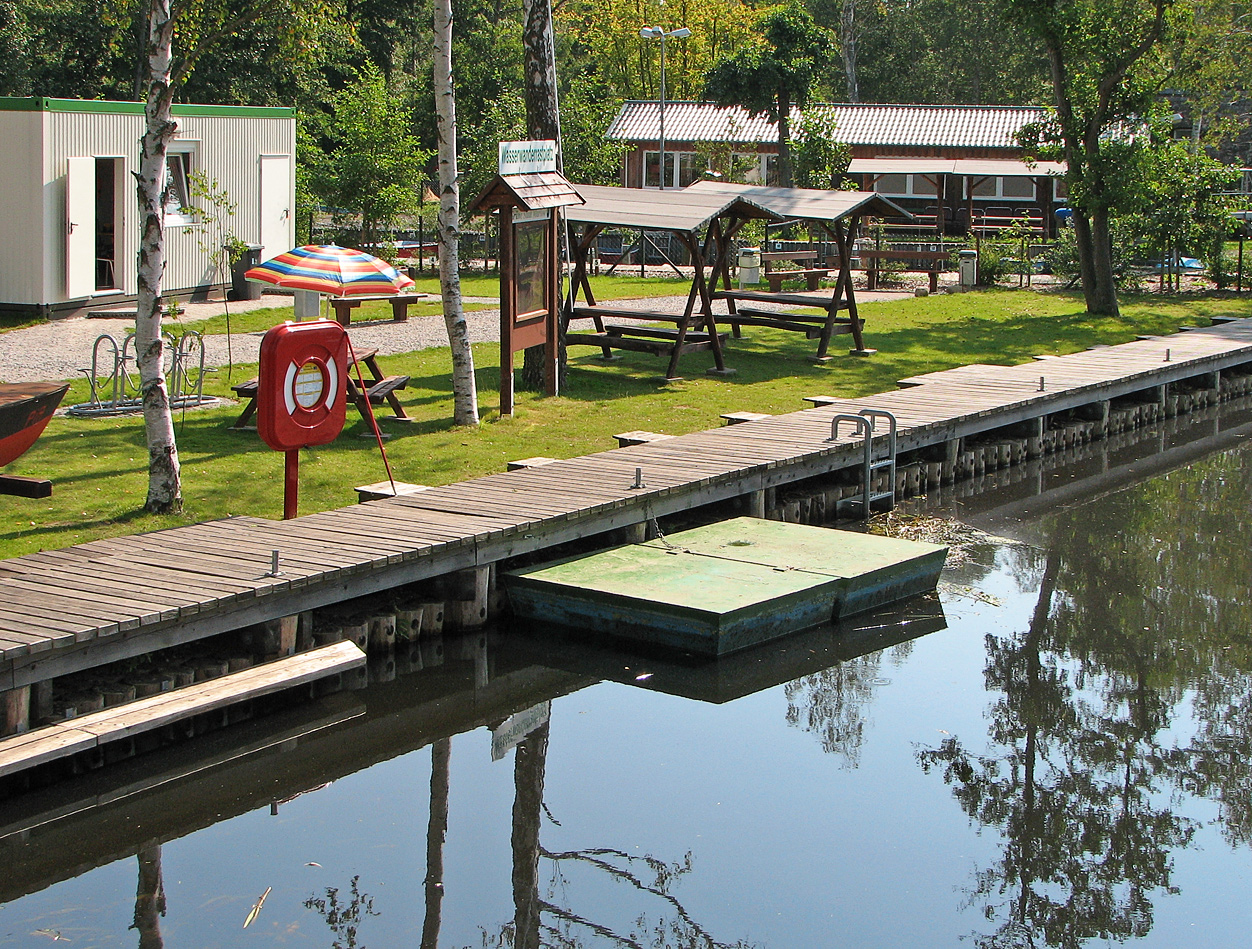
Wasserwanderrastplatz bei Marlow

Die Recknitz ist 88,9 km lang und entwässert eine Fläche von 669 km². Sie entspringt nördlich von Teterow zwischen Warnkenhagen und Dalkendorf als Schaalbeke und mündet bei Ribnitz-Damgarten in den Saaler Bodden.
Die Schaalbeke entspringt auf einer hochgelegenen Grundmoränenplatte. Ab Diekhof wird das Gewässer als Korleputer Mühlenbach bezeichnet. Nach Erreichen des Recknitzurstromtales bei Liessow bifurkiert der Bach und fließt als Recknitz nach Nordosten und als Augraben nach Südwesten. Der Augraben mündet bei Güstrow in die Nebel.
Die wichtigsten Zuflüsse der Recknitz sind der Pludderbach, der Polchowbach, der Reppeliner Bach, der Maibach, der Schulenberger Mühlenbach, der Tribohmer Bach und der Templer Bach. Sie tangiert oder durchfließt die Städte Laage, Tessin, Bad Sülze, Marlow und Ribnitz-Damgarten.
Seit Beginn des 20. Jahrhunderts wurde die Recknitz weitestgehend begradigt und das Stromtal umfangreich melioriert. Die letzten Begradigungen fanden 1959 statt. Durch diese Maßnahmen wurde die ursprüngliche Flusslänge von 122,2 km auf 68,7 km reduziert. Der Flusslauf unterhalb der Stadt Marlow bis zur Mündung war von der Begradigung nicht betroffen. In den Jahren 2000/2001 wurde die Recknitz zwischen Bad Sülze und Dudendorf auf einer Länge von 9,4 km wieder in ihr altes Flussbett gelegt.
Ab Bad Sülze fließt die Recknitz in einem Urstromtal, dem Mecklenburgisch-Vorpommerschen Grenztal. Ihre Gewässersohle liegt hier unter dem Meeresspiegel, wie in Trebel und Peene ab dem nur 6 km von Bad Sülze entfernten Trebelbogen bei Tribsees – und wie in den Tiefs an der Nordseeküste. Zwischen Bad Sülze und Marlow hat die Recknitz Tiefen von ca. 1,5 m. Unterhalb der Stadt Marlow ist sie bis über 4 m tief. Von Bad Sülze bis zur Mündung hat die Recknitz auf einer Strecke von 20 km nur ein Gefälle von 30 cm. Hohe Wasserstände im Saaler Bodden machen sich daher bis Bad Sülze bemerkbar. Die mittlere Abflussmenge am Pegel Bad Sülze beträgt 3,1 m³/s.

## Grenzfluss
Die untere Recknitz (von Bad Sülze bis Ribnitz-Damgarten) ist die historische Grenze zwischen Mecklenburg und Pommern.

## Geschichte
Der Fluss wurde im Jahr 1250 als Reknicza urkundlich erstmals erwähnt. Der Name leitet sich vom slawischen Wort rêka für Fluss ab und bedeutet so viel wie „Kleiner Fluss“.
Einige Hypothesen sehen die Recknitz als identisch mit dem 955 erwähnten Fluss „Raxa“ an, siehe Schlacht an der Raxa.

## Tourismus und Naturschutz
Ab Tessin ist es das ganze Jahr möglich, die Recknitz mit dem Kanu zu befahren. In den letzten Jahren sind im Flussverlauf im Rahmen des Programms Natura 2000 viele Renaturierungsmaßnahmen vollzogen worden, die zum einen das Gebiet landschaftlich erheblich attraktiver gestalteten, zum anderen aber dazu führen, dass der Fluss als geplantes Vogelschutzgebiet auf vielen Abschnitten zu einer Sumpf- und Schilfwildnis zuwachsen wird.
Der Recknitzlauf, das Stromtal und die Flussterrassen sind auf 5450 ha als Landschaftsschutzgebiet ausgewiesen.
Naturschutzgebiete sind das „NSG Unteres Recknitztal“ (1470 ha), das „NSG Torfstichgelände bei Carlewitz“ (105 ha), das „NSG Recknitzwiesen“ (554 ha) und das „NSG Grenztalmoor“ (427 ha). Das Grenztalmoor, auch „Rauhes Moor“ genannt, ist ein Hoch- und Niedermoorgebiet, das das Stromtal der Recknitz mit dem der Trebel verbindet.
Beim Oderhochwasser 1997 konnte daher das Wasser der Oder die Peene und Trebel flussaufwärts fließen, über die Gräben des Grenztalmoores in die Recknitz gelangen und somit in die Darß-Zingster Boddenkette fließen. Hier befinden sich auch die Torfkuhlen Bad Sülze. Dieses vom Oderwasser durchflossene Wassernetz stellt vermutlich den westlichsten Arm des historischen Oderdeltas dar.
In den Jahren 1998 bis 2001 wurden im Rahmen eines LIFE-Projektes umfangreiche Renaturierungsmaßnahmen im Bereich Dudendorf bis Bad Sülze vollzogen mit dem Ziel, natürliche Wasserverhältnisse zu erhalten und die trockengelegten Moore wieder zu vernässen.